# Tioga (Dacota do Norte)
Tioga é uma cidade localizada no estado norte-americano de Dacota do Norte, no Condado de Williams.

## Demografia
Segundo o censo norte-americano de 2000, a sua população era de 1125 habitantes.
Em 2006, foi estimada uma população de 1093, um decréscimo de 32 (-2.8%).

## Geografia
De acordo com o United States Census Bureau tem uma área de
3,6 km², dos quais 3,4 km² cobertos por terra e 0,2 km² cobertos por água. Tioga localiza-se a aproximadamente 684 m acima do nível do mar.

## Localidades na vizinhança
O diagrama seguinte representa as localidades num raio de 32 km ao redor de Tioga.